# یواس‌اس اکتیو (۱۹۱۷)
یواس‌اس اکتیو (۱۹۱۷) (به انگلیسی: USS Active (1917)) یک کشتی بود که طول آن ۳۶ فوت ۴ اینچ (۱۱٫۰۷ متر) بود. این کشتی در سال ۱۹۱۷ ساخته شد.